# Ferdinand VI av Spanien
Ferdinand VI (på spanska Fernando VI), född 23 september 1713, död 10 augusti 1759, var kung av Spanien mellan 1746 och 1759. 
Ferdinand var son till Filip V och Maria Lovisa av Savojen, och han efterträdde 1746 sin far som regent. Ferdinand var politiskt obildad men hade till en början flera begåvade ministrar i sin regering och förde en reformvänlig och fredlig politik, men sedan José de Carvajal y Lancáster som ledde reformarbetet 1754 avlidit upphörde framstegen. 
Efter hustruns (Barbara av Portugal) död år 1758 försjönk Ferdinand i depression. Han hade inga barn, och efterträddes vid sin död av sin halvbror Karl.